# Xu Kai
Xu Kai (chinês simplificado: 许凯; chinês tradicional: 許凱;  pinyin: Xǔ Kǎi; Shenzhen, 5 de março de 1995), é um ator e modelo chinês. Ele é mais conhecido por seu papel nos dramas Story of Yanxi Palace (2018), The Legends (2019), Arsenal Military Academy (2019), Falling Into Your Smile (2021), Ancient Love Poetry (2021) e Royal Feast (2022).

## Biografia
Em 2013, Xu ganhou o campeonato em concursos de modelagem de anúncios impressos realizados em Guangzhou. Em 2016, ele assinou um contrato com a Huanyu Film, uma empresa de entretenimento de propriedade de Yu Zheng, e entrou na indústria do entretenimento. Ele foi escalado para sua primeira série de televisão Zhaoge, onde interpretou Yang Jian.

### 2018–presente: crescente popularidade
Em 2018, Xu estrelou o drama de romance histórico Untouchable Lovers, seguido pelo drama do palácio Story of Yanxi Palace, onde ganhou reconhecimento mainstream com seu papel como Fucha Fuheng.
Em 2019, Xu fez sua estreia no cinema com o filme de romance Autumn Fairy Tale. No mesmo ano, Xu desempenhou seu primeiro papel principal no drama xianxia The Legends. O papel de Xu como um príncipe demônio leal e reticente em The Legends recebeu críticas positivas, e ele experimentou um aumento na popularidade. No mesmo ano, ele estrelou o drama militar juvenil Arsenal Military Academy. Sua atuação no drama lhe rendeu o prêmio de Melhor Ator no Hengdian Film and TV Festival of China. Xu também estrelou o drama xianxia Once Upon a Time in Lingjian Mountain, baseado no manhua Congqian Youzuo Lingjianshan. A Forbes China listou Xu em sua lista 30 Under 30 China 2019, que consistia em 30 pessoas influentes com menos de 30 anos que tiveram um efeito substancial em seus campos.
Em 2020, Xu estrelou o drama histórico de fantasia Dance of the Sky Empire.
Em 2021, Xu lidera a série de televisão chinesa de comédia romântica de e-sport Falling Into Your Smile como Lu Si Cheng ou Chessman, e lidera a série de televisão chinesa de romance de fantasia Xianxia Ancient Love Poetry como Bai Jue / Qing Mu / Bo Xuan.

## Filmografia

### Filmes
| Ano  | Título Ocidental  | Título chinês | Função  | Rede  | Notas/Ref.    |
| ---- | ----------------- | ------------- | ------- | ----- | ------------- |
| 2019 | Autumn Fairy Tale | 蓝色生死恋    | Han Tai | Iqiyi | com Zhao Lusi |

### Série de televisão
| Ano  | Título Ocidental                      | Título chinês  | Função                      | Rede               | Notas/Ref. |
| ---- | ------------------------------------- | -------------- | --------------------------- | ------------------ | ---------- |
| 2018 | Untouchable Lovers                    | 凤囚凰         | Shen Yu                     | Hunan TV           | [ 5 ]      |
| 2018 | Story of Yanxi Palace                 | 延禧攻略       | Fucha Fuheng                | iQiyi              | [ 6 ]      |
| 2019 | The Legends                           | 招摇           | Li Chenlan / Mo Qing        | Hunan TV           | [ 9 ]      |
| 2019 | Arsenal Military Academy              | 烈火军校       | Gu Yanzhen                  | iQiyi              | [ 11 ]     |
| 2019 | Once Upon a Time in Lingjian Mountain | 从前有座灵剑山 | Wang Lu                     | iQiyi              | [ 13 ]     |
| 2020 | Dance of the Sky Empire               | 天舞纪         | Li Xuan                     | iQiyi              | [ 15 ]     |
| 2021 | Court Lady                            | 骊歌行         | Sheng Chumu                 | iQiyi, Tencent     |            |
| 2021 | Falling Into Your Smile               | 你微笑时很美   | Lu Sicheng                  | Youku, Tencent     |            |
| 2021 | Ancient Love Poetry                   | 千古玦尘       | Bai Jue / Qing Mu / Bo Xuan | Tencent            | [ 16 ]     |
| 2022 | Royal Feast                           | 尚食           | Zhu Zhanji                  | Mango TV, Hunan TV |            |
| 2022 | She and Her Perfect Husband           | 爱的二八定律   | Yang Hua                    | Tencent, Hunan TV  | [ 17 ]     |
| 2022 | Lost in the Kun Lun Mountains         | 迷航昆仑墟     | Ding Yunqi                  | iQiyi              |            |
| 2023 | Lord Snow Eagle                       | 雪鹰领主       | Dongbo Xueying              | Tencent            |            |
| 2023 | Wonderland of Love                    | 乐游原         | Li Ni                       | Tencent            |            |
| 2023 | Sword and Fairy 6                     | 祈今朝         | Yue Jinzhao                 | Tencent            |            |

## Discografia

### Músicas
| Ano  | Título Ocidental   | Título chinês | Álbum                        | Notas/Ref.     |
| ---- | ------------------ | ------------- | ---------------------------- | -------------- |
| 2021 | "Soulmate"         | 第一默契      | Falling Into Your Smile OST  | com Cheng Xiao |
| 2019 | "Entering a Dream" | 入梦          | Arsenal Military Academy OST | com Bai Lu     |

## Prêmios e indicações
| Ano  | Evento                                                       | Categoria                   | Trabalho indicado                                                            | Resultado | Ref.   |
| ---- | ------------------------------------------------------------ | --------------------------- | ---------------------------------------------------------------------------- | --------- | ------ |
| 2018 | 7th iQiyi All-Star Carnival                                  | Prêmio Ator Promissor       | —                                                                            | Venceu    | [ 20 ] |
| 2018 | 12th Tencent Video Star Awards                               | Prêmio DOKI Nova Força      | —                                                                            | Venceu    | [ 21 ] |
| 2019 | 6th The Actors of China Award Ceremony                       | Melhor Ator (série Web)     | Arsenal Military Academy                                                     | Indicado  | [ 22 ] |
| 2019 | 6th Hengdian Film and TV Festival of China (Wenrong Awards)  | Melhor ator                 | Arsenal Military Academy                                                     | Venceu    | [ 12 ] |
| 2019 | StarHub Night of Stars 2019                                  | Melhor ator (China)         | Arsenal Military Academy                                                     | Venceu    | [ 23 ] |
| 2019 | Golden Bud - The Fourth Network Film And Television Festival | Melhor ator                 | The Legends, Arsenal Military Academy, Once Upon a Time in Lingjian Mountain | Indicado  | [ 24 ] |
| 2019 | 8th iQiyi All-Star Carnival                                  | Ator de Drama Mais Popular  | —                                                                            | Venceu    | [ 25 ] |
| 2019 | 16th Esquire Man At His Best Awards                          | Ator de televisão do ano    | —                                                                            | Venceu    | [ 26 ] |
| 2019 | Tencent Video All Star Awards                                | Figura da moda do ano       | —                                                                            | Venceu    | [ 27 ] |
| 2020 | Tencent Video All Star Awards                                | Most Leap Actor of the Year | —                                                                            | Venceu    |        |
| 2020 | 17th Esquire Man At His Best Awards                          | Artista Revelação do Ano    | —                                                                            | Venceu    |        |